# روسیبول

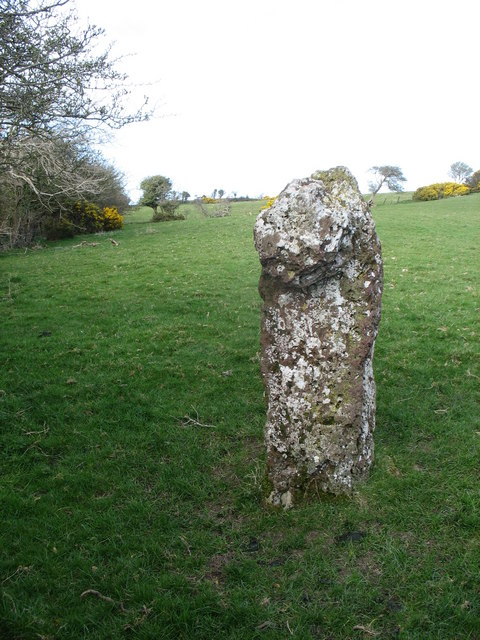
نمایی از بقایای دزد سنگ‌شدهٔ کتاب‌مقدس! طبق یک افسانهٔ قدیمی محلی، این سنگ ایستاده که در یک طرف دارای برآمدگی برجسته است، بدن سنگ‌شدهٔ دزدی است که پس از دزدیدن انجیل از کلیسای Llandyfrydog، انجیل دزدیده‌شده را در یک گونی بر روی پشت خود حمل و در حال فرار بوده‌است./ این بنا در روستای روسیبول قراردارد. تاریخ عکس؛ مارچ ۲۰۰۹

روسیبول (انگلیسی: Rhosybol) روستایی در انگلسی، ولز است که در سرشماری ۲۰۱۱ بریتانیا ۱۰۷۸ نفر جمعیت داشت. این روستا در ۲٫۵ مایلی (۴ کیلومتری) جنوب املوخ می‌باشد. در طول دهه ۱۹۶۰ نقاش کایفین ویلیامز نقاشی رنگ روغن در این روستا تولید می‌کرد.